# Capitán Juan Pagé
Capitán Juan Pagé är en ort i Argentina.   Den ligger i provinsen Salta, i den norra delen av landet, 1 300 km norr om huvudstaden Buenos Aires. Capitán Juan Pagé ligger 204 meter över havet och antalet invånare är 227.
Terrängen runt Capitán Juan Pagé är mycket platt. Trakten runt Capitán Juan Pagé är nära nog obefolkad, med mindre än två invånare per kvadratkilometer.. Det finns inga andra samhällen i närheten.
I omgivningarna runt Capitán Juan Pagé växer i huvudsak lövfällande lövskog.